# Dombeya antsianakensis
Dombeya antsianakensis är en malvaväxtart som beskrevs av Henri Ernest Baillon. Dombeya antsianakensis ingår i släktet Dombeya och familjen malvaväxter. Utöver nominatformen finns också underarten D. a. australis.